# José Solís Folch de Cardona
José Solís y Folch de Cardona, grande de España e cavaliere dell'Ordine di Santiago (Madrid, 4 febbraio 1716 – Bogotà, 27 aprile 1770), fu un amministratore coloniale spagnolo, viceré della Nuova Granada dal 24 novembre 1753 al 25 febbraio 1761.

## Biografia

### Gioventù
Solís y Folch de Cardona era figlio di José Solís y Gante, terzo duca di Montellano, uno dei membri originali della Real Academia Española. Il fratello, Francisco de Solís y Folch de Cardona (1713-1775) era cardinale della Chiesa cattolica. José fu un colonnello di cavalleria dal 1736 al 1747, al comando di un reggimento. Il re spagnolo Ferdinando VI lo nominò viceré della Nuova Granada.

### Operato da viceré
Inaugurò un'era di ostentazioni cerimoniose sconosciute in precedenza nelle colonie spagnole. Rafforzò la zecca, costruì strade, ponti ed acquedotti (compreso quello di Santa Fé di Bogotà) ed istituì missioni. Ordinò il primo censimento della colonia. Si impegnò per la sottomissione degli indiani Motilon, Chimila e Cunacuna del Darién. Riorganizzò il servizio postale migliorando il sistema della riscossione fiscale e l'efficienza della Audiencia. Tentò di organizzare l'industria mineraria ed il commercio interno. Ristabilì la cattedra di medicina presso il Colegio del Rosario. Inoltre formò una commissione per stabilire i confini con la colonia portoghese del Brasile.
Fondò l'Ospedale San Juan de Dios aiutando molte persone durante un'epidemia di morbillo.
Era famoso per la sua meticolosità, la giustizia e l'integrità, ed era quindi amato dai sudditi. Si innamorò di María Lugarda Ospina, nota come la Marichuela. Ebbero molti figli che ebbero come ultimo nome Celís. Sia il cabildo che l'arcivescovo di Bogotà chiesero al re di estendere il suo mandato quando, dopo tre anni, scadde.

### Juicio de residencia
Ebbe alcuni scontri con la Audiencia. I suoi avversari lo accusarono di varie irregolarità presso il juicio de residencia che ne seguiva l'amministrazione. Si trattava di un processo quasi di routine alla fine di un mandato da viceré. Quello di Solís, però, era tutt'altro che routine. Furono ascoltate testimonianze per sei mesi, ed al Consiglio delle Indie fu inviato un resoconto di oltre 20 000 pagine. Il giudice incaricato era Miguel de Santisteban, considerato dal viceré come il proprio migliore amico, e che aveva ricoperto alte cariche nel vicereame. La corte riconobbe il viceré colpevole di 22 accuse, tutte relative a frodi o malgoverno del tesoro del vicereame. Il giudizio fu emesso il 25 agosto 1762, ma Solís in quel momento era già entrato in monastero.
La causa fu impugnata presso di Consiglio delle Indie, che scagionò completamente Solís il 29 agosto 1764. Il consiglio ne sottolineò "l'amore, il fervore, l'efficacia e la tempestività" esibite durante i sette anni in cui restò in carica.

### Vita religiosa
Dopo aver lasciato l'incarico al successore, Pedro Messía de la Cerda, divenne frate in un convento francescano (25 febbraio 1761). Era stato un membro del Terzo Ordine dei Francescani prima di diventare viceré. Aiutò a finanziare la costruzione di una chiesa del Terzo Ordine a Bogotà, e donò la campana e l'orologio alla Chiesa di San Francisco. Donò tutte le sue proprietà ai poveri, vivendo in clausura fino alla morte giunta nel 1770, a Bogotà. Fra' José de Jesús María (come era conosciuto dopo aver vestito l'abito) divenne sacerdote nel 1769. Quello stesso anno fu raccomandato al re dal capo religioso e politico di Bogotà come possibile successivo arcivescovo.
Non assunse mai questo titolo. Morì il 27 aprile 1770 a Bogotà, per un raffreddore contratto a Pasqua. Il suo teschio è conservato presso la sacrestia della chiesa di San Francisco di Bogotà.